# Valea Maciului, Alba
Valea Maciului este un sat în comuna Avram Iancu din județul Alba, Transilvania, România.